# Um Dia Na Vida
Um Dia na Vida é um filme brasileiro dirigido pelo documentarista Eduardo Coutinho.
Exibido pela primeira vez na Mostra de Cinema de São Paulo de 2010, o filme jamais foi lançado comercialmente, porque seu conteúdo inclui trechos de outras obras cujos direitos não foram liberados. Um Dia Na Vida é uma colagem de trechos de comerciais e programas de televisão aberta gravados pelo cineasta em um único dia (1 de outubro de 2009), editados de forma a apresentar um resumo das mensagens recebidas pelo telespectador brasileiro.
Os trechos incluem cenas do seriado Chaves, do qual Coutinho era fã, e intervenções dos apresentadores Wagner Montes e José Luís Datena.
Em 2014, o filme foi postado na íntegra no YouTube. O vídeo original foi excluído, porém já havia sido baixado por outros usuários e se espalhou por sites de compartilhamento de arquivos.